# Columbia (Missisipi)
Columbia – miasto w Stanach Zjednoczonych, w stanie Missisipi, siedziba administracyjna hrabstwa Marion, położone nad rzeką Pearl.